# 事業内職業訓練
事業内職業訓練（じぎょうないしょくぎょうくんれん）とは、事業主がその雇用労働者に対して行う職業訓練をいう。1958年（昭和33年）の旧職業訓練法において規定されたが、1969年（昭和44年）の同法の改正から2009年（平成21年）現在の職業能力開発促進法（1985年（昭和60年）に職業訓練法から改名）に至るまで、「事業内職業訓練」は「事業主等の行う職業訓練」という表現に改められ、事業内職業訓練という用語はこの法律上では用いられていない。
事業主等の行う職業訓練において、独立行政法人高齢・障害・求職者雇用支援機構の各都道府県支部職業能力開発促進センターにおいて要件を満たしたものは、助成金を受けることができる。
また、事業主等の行う職業訓練において都道府県知事に認定されたものを認定職業訓練という。
- 対象とする職業・職種の例外
  - 職業能力開発促進法の定めるただし書きに該当する船員および船員になろうとする者に対する訓練

## 事業内職業訓練の手法
- OFF-JT
- 企業内教育
- OJT
- TWI研修
- コーチング